# Дијамант Екселсиор
Дијамант Екселсиор (енгл. The Excelsior Diamond) је чувени дијамант који је пронађен 30. јуна 1893. у Јагерсфонтајну (Jagersfontein mine) у Јужној Африци.
Дијамант је случајно пронашао радник док је товарио вагон са отпадом. Екцелзиор је био највећи дијамант на свету до проналаска Кулинана 1905. Био је плаво-бели од 971 карата (194,2 грама) али је исечен на десет мањих дијаманата чија вредност варира од 13 до 68 карата, (2,6 до 13,6 грама).